# Амфилохий Радович
Амфилохий (на сръбски: Амфилохије или Amfilohije) е митрополит в Сръбската православна църква, сръбски богослов и духовен писател, сръбски и черногорски духовник.
Пълната му титла е архиепископ цетински, митрополит черногорско-приморски, зетско-бърдски и скендерски. Официалното църковно обръщение към него започва с Негово Високо Преосвещенство, следва църковната титла, завършва с Г. Г. д-р Амфилохий.

## Биография
Роден е като Ристо Радович (Ристо Радовић), с кръщелно име Ристо (Христо), в село Баре Радовича (Баре Радовића) в историческата област Долно Морача, Кралство Югославия (днес с. Баре, Черна гора) на 7 януари 1938 г.
Учи в родното си село и манастира Морача. Богословско образование получава в средната Духовна семинария „Св. Сава“ в Белград (1958) и в Богословския факултет на Белградския университет (1958 – 1962), като едновременно в неговия Философски факултет изучава класическа филология.
Стажува в Старокатолическия факултет в Берн, Швейцария и после в Рим. След това прекарва 7 години в Гърция. Там приема монашество и става йеромонах (1967), ръкоположен е в свещенически сан и става архимандрит (1968), защитава докторска дисертация върху богословието на св. Григорий Палама. Последната година от пребиваването си в Гърция о. Амфилохий прекарва на Света гора. Заминава за Париж, където е поканен да преподава в Руския православен институт „Св. Сергий“.
През 1976 г. става доцент, а след това редовен професор в Богословския факултет на Сръбската православна църква в Белград (днес Православен богословски факултет на Белградския университет), в катедрата по православна педагогика (катехитика). Избиран е за декан на Богословския факултет.
През 1985 г. е ръкоположен за епископ на Банат с катедра във Вършац. През 1991 г. е избран за митрополит на Черногорско-Приморската, Зетско-Бърдската и Скендерската епархия с катедра в Цетине. Под неговото ръководство се възражда животът в епархията, възстановяват се много църкви и манастири. След като вече са отпаднали ограниченията от властта към религията, значително нарастват бялото и черното духовенство. Започва издаване на списание „Светогор“ и се развива активна книгоиздателска дейност. През 1992 г. се възстановява работата на закритата от комунистите през 1945 г. Духовна академия в Цетине.
След постъпването на патриархът на СПЦ Павел за лечение във Военно-медицинската академия в Белград на 13 ноември 2007 г. Архиерейският събор на Сръбската православна църква с решение от 15 май 2008 г. предава функциите на предстоятел на СПЦ на Светия синод, който е председателстван от митрополит Амфилохий. На извънредното заседание на Свещения синод на Сръбската православна църква на 16 ноември 2009 г. по повод кончината на патриарх Павел за местоблюстител (временен предстоятел) на патриаршеския престол на СПЦ е избран Черногорско-Приморският митрополит Амфилохий (Радович).
Диагностициран е с COVID-19 на 6 октомври 2020 г. От последствията умира в Клинично-болничния център на Черна гора в Подгорица на 30 октомври 2020 г. Литургията и опелото оглавява патриархът на СПЦ Ириней, за който се предполага, че тогава се е заразил с коронавирус и умира на 20 ноември с.г.. По време на погребението му грубо се нарушават предписаните епидемиологични мерки.
Погребан е на 1 ноември в криптата на Катедрала „Възкресение Христово“ в Подгорица, построена в периода от 30 години, когато оглавява Черногорско-Приморската митрополия.
Митрополит Амфилохий е член на Сдружението на писателите в Сърбия и Черна гора. Владее руски, гръцки, италиански, немски и френски език, както и класическите латински и старогръцки език.